# Station La Louvière-Centrum
Station La Louvière-Centrum is een spoorwegknooppunt in de Henegouwse stad La Louvière. Het spoorwegstation ligt aan het begin- of eindpunt van spoorlijn 112 (La Louvière - Marchienne-au-Pont) en spoorlijn 116 (La Louvière - Manage). Er is een gratis fietsstalling.
Sinds 1 maart 2024 zijn de loketten van dit station enkel in de week geopend tussen 7 en 14.15 uur.
De naam van dit station was La Louvière tot er onderscheid gemaakt moest worden met het nieuwe station La Louvière-Zuid. Met de elektrificatie van de spoorlijnen naar Bergen en Charleroi via Luttre in 1980 kwam dit station op de Waalse elektrische hoofdas Bergen, Charleroi en Luik, te liggen. Zodra echter de kortere spoorroute van La Louvière Zuid naar Charleroi was geëlektrificeerd en gemoderniseerd stopten de Waalse as IC-diensten in La Louvière Zuid en niet meer in het station La Louvière-Centrum.

## Treindienst
| Serie       | Treinsoort               | Route | Bijzonderheden                                                         |
| ----------- | ------------------------ | --- | ---------------------------------------------------------------------- |
| IC 11       | Intercity (NMBS)         | Binche – La Louvière-Centrum – Brussel-Zuid – Schaarbeek [ – Mechelen – Turnhout ] | Rijdt in het weekend tussen Binche en Schaarbeek.                      |
| S 62        | S-trein Charleroi (NMBS) | Luttre – Manage – La Louvière-Centrum – Charleroi-Centraal | Rijdt in het weekend tussen La Louvière-Centrum en Charleroi-Centraal. |
| L 4350A     | L-trein (NMBS)           | La Louvière-Zuid – La Louvière-Centrum – Écaussinnes – 's-Gravenbrakel | Rijdt op werkdagen tussen 's-Gravenbrakel en Manage.                   |
| L 4350C     | L-trein (NMBS)           | Charleroi-Centraal – Luttre – Manage – La Louvière-Centrum | Rijdt op werkdagen tussen 's-Gravenbrakel en Manage.                   |
| P 7740/8740 | Piekuurtrein (NMBS)      | Binche – La Louvière-Centrum – Brussel-Zuid – Schaarbeek | Rijdt alleen op werkdagen.                                             |
| P 7770/8770 | Piekuurtrein (NMBS)      | [ Manage – [ Luttre ] / [ La Louvière-Centrum – Bergen – Quévy ] / [ 's-Gravenbrakel ] ] / [ La Louvière-Zuid – [ Bergen ] / [ La Louvière-Centrum – Luttre ] / [ Charleroi-Centraal ] ] | Rijdt alleen op werkdagen.                                             |

## Galerij

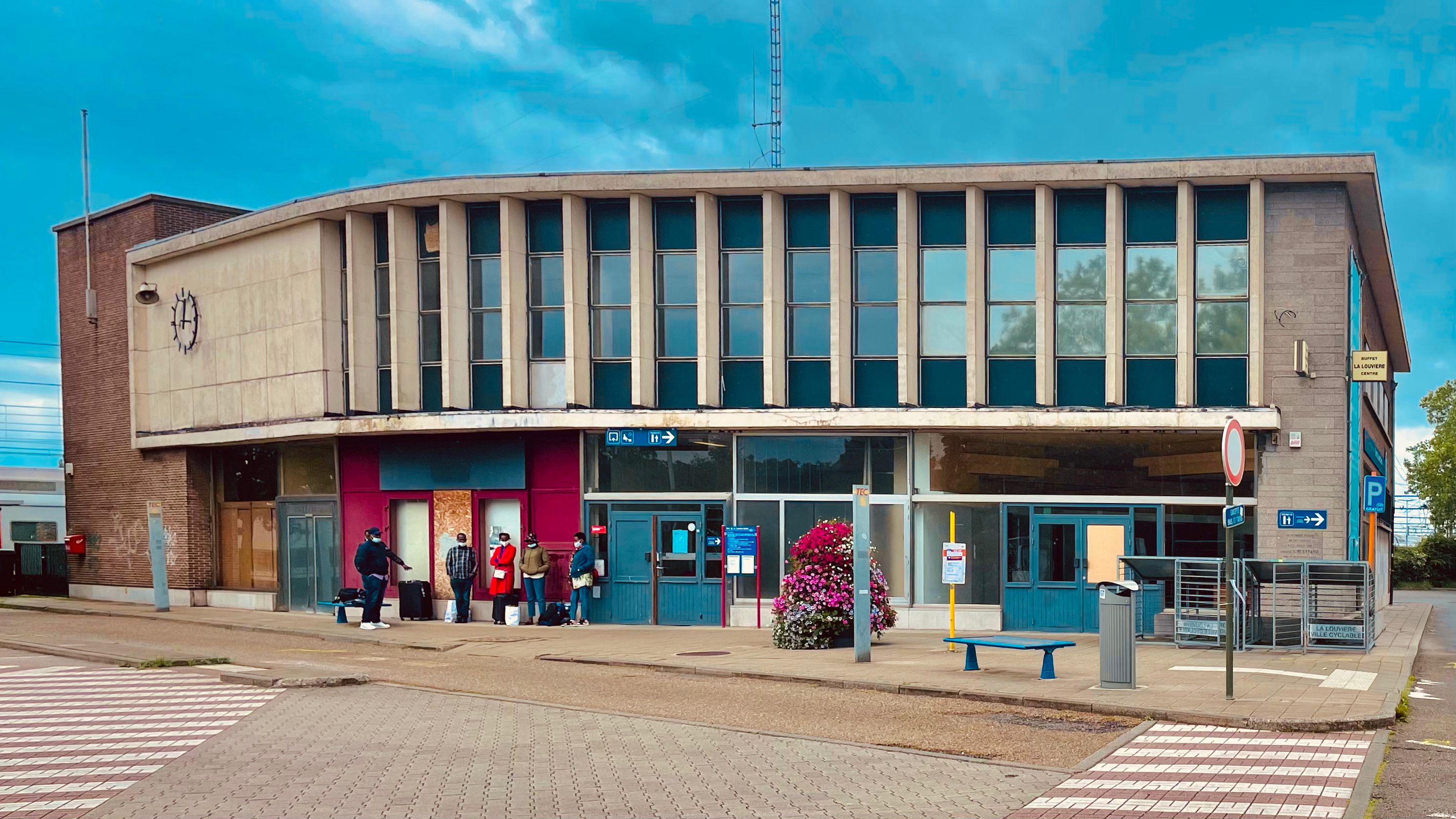
Het stationsgebouw
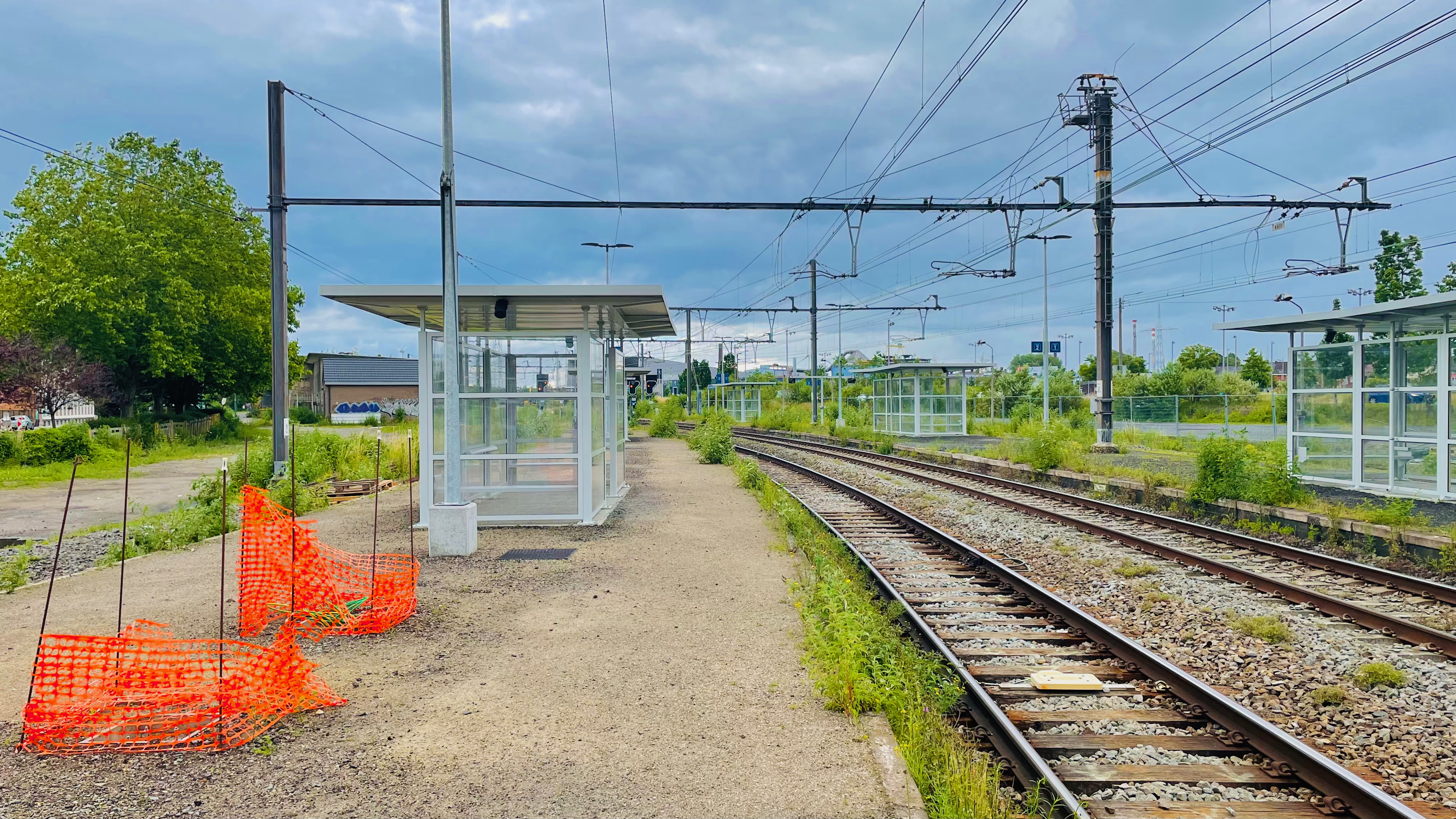
Zicht op de sporen
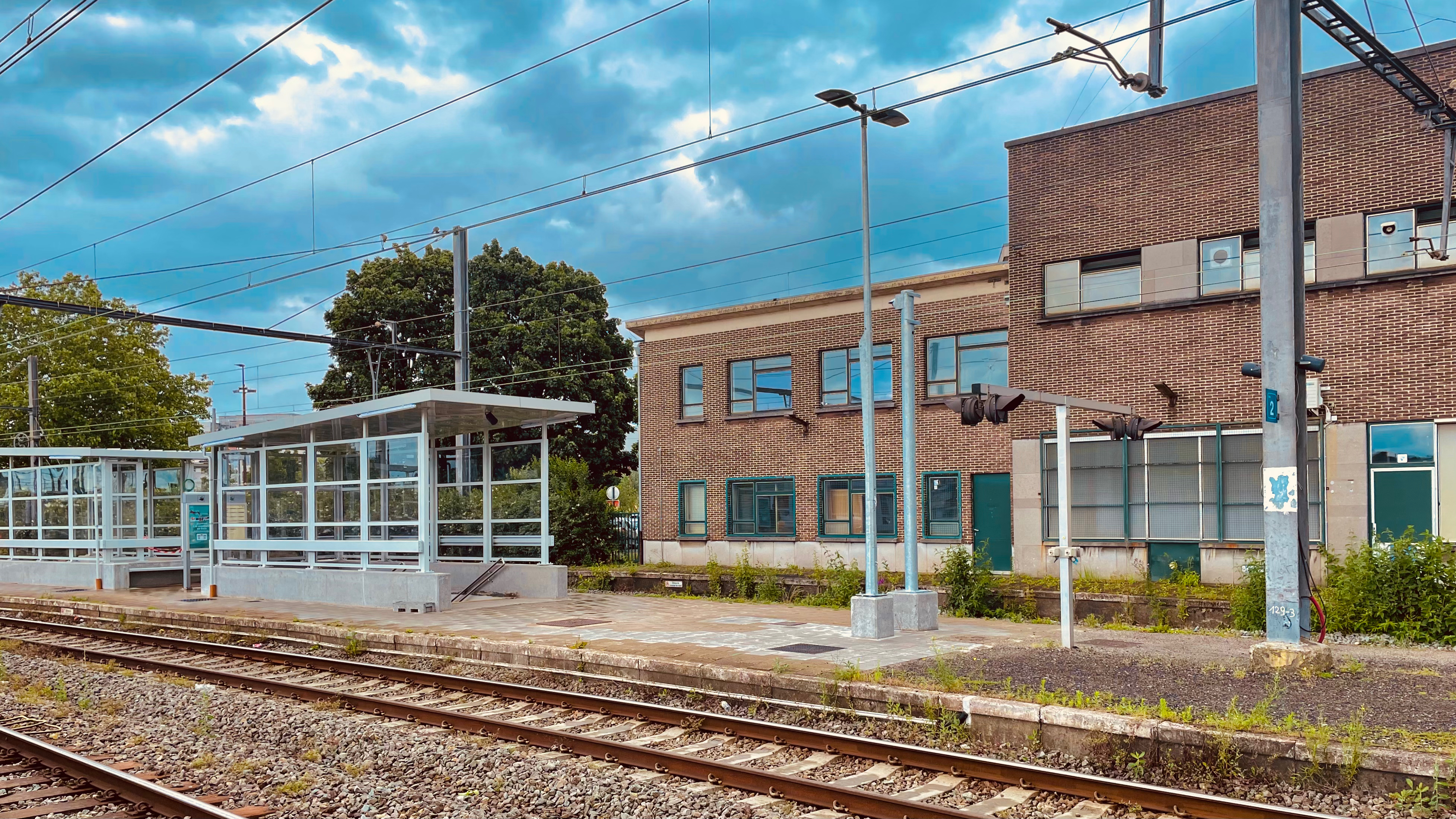
Zicht op een perron
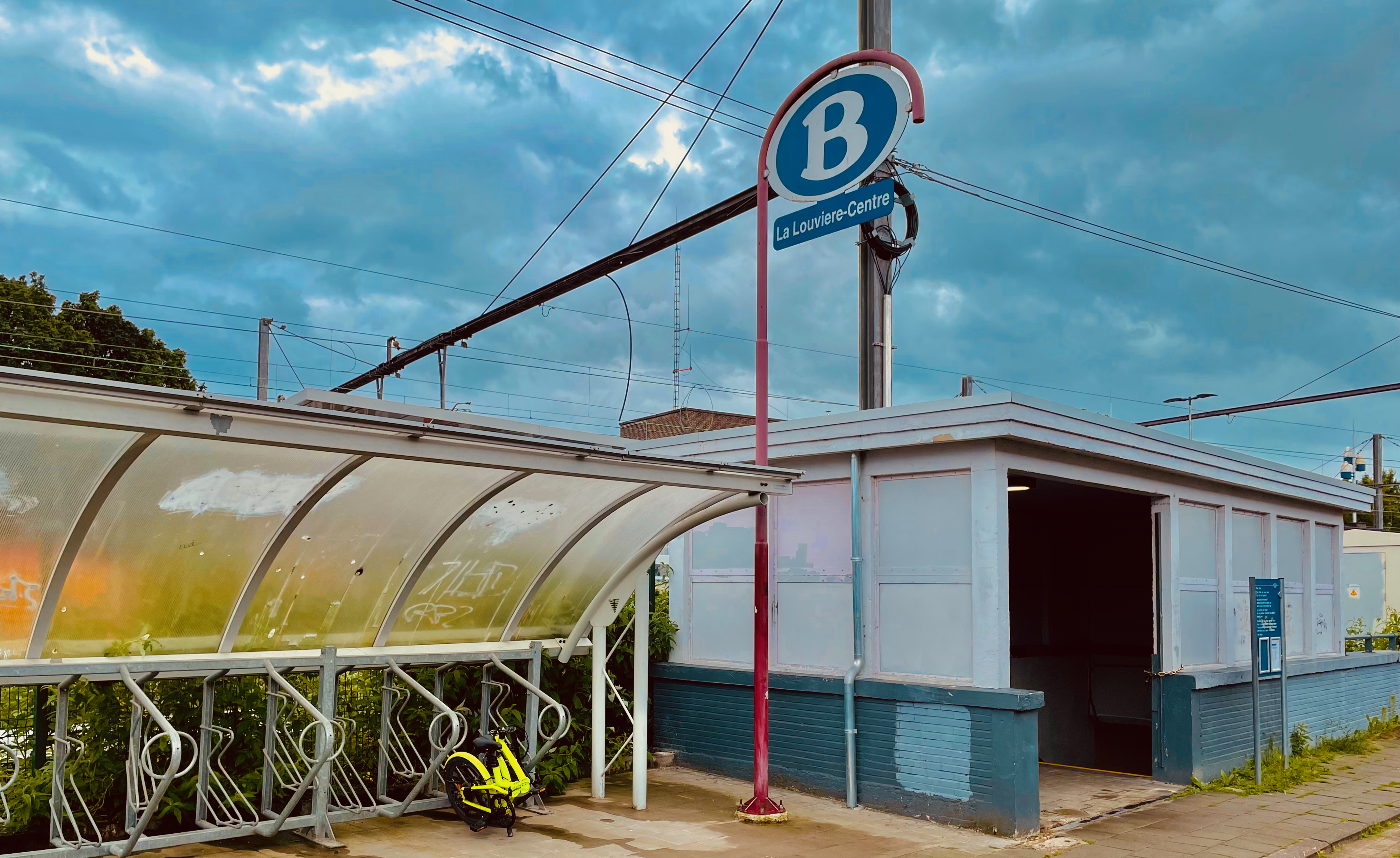
Ingang tot het station
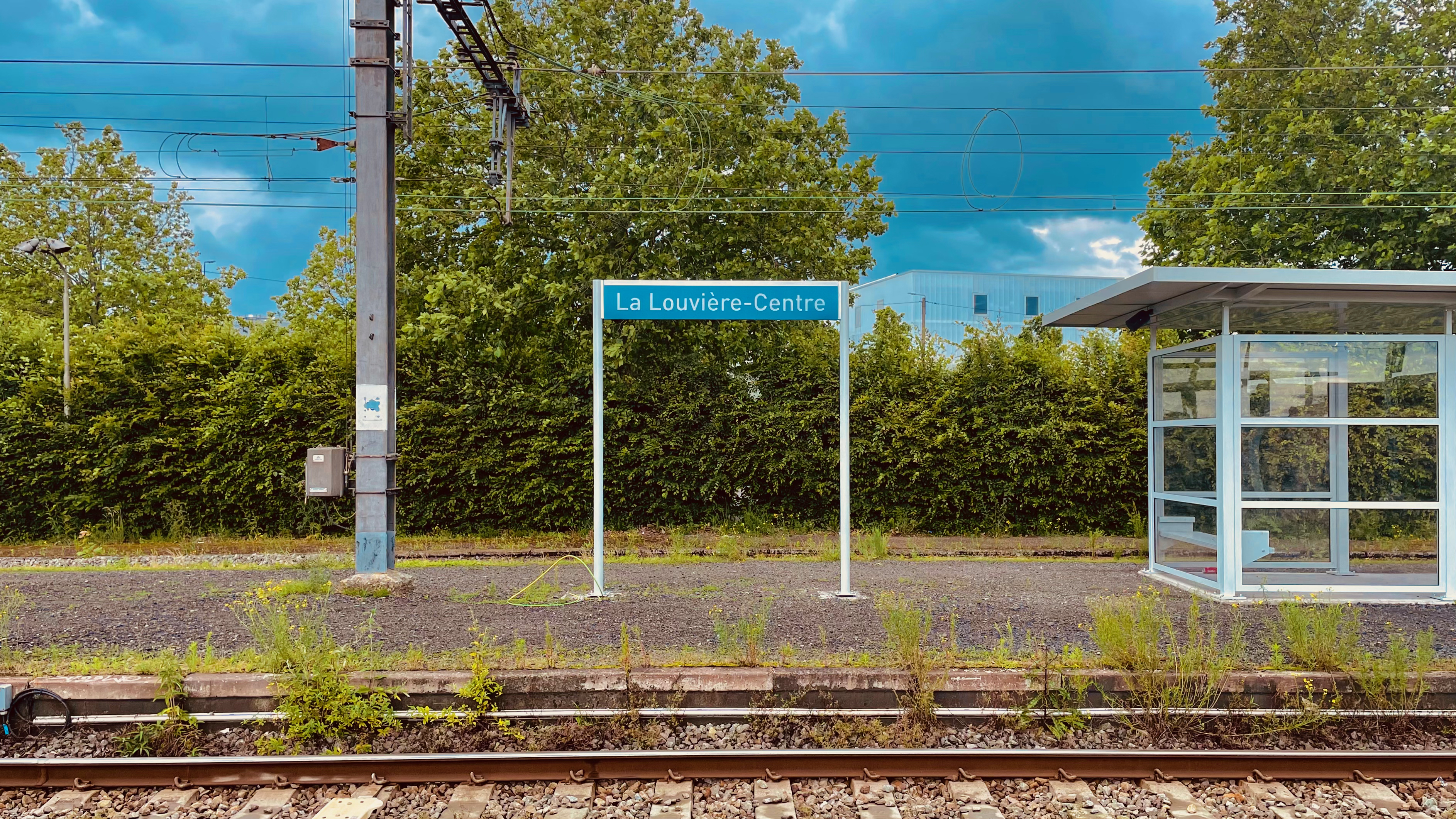
Plaatsnaambord

## Reizigerstellingen
De grafiek en tabel geven het gemiddeld aantal instappende reizigers weer op een week-, zater- en zondag.
| Tabel: aantal instappende reizigers station La Louvière-Centrum | Tabel: aantal instappende reizigers station La Louvière-Centrum | Tabel: aantal instappende reizigers station La Louvière-Centrum | Tabel: aantal instappende reizigers station La Louvière-Centrum |
|                                                                 | Weekdag                                                         | Zaterdag                                                        | Zondag                                                          |
| --------------------------------------------------------------- | --------------------------------------------------------------- | --------------------------------------------------------------- | --------------------------------------------------------------- |
| 1977                                                            | 4 002                                                           | 830                                                             | 714                                                             |
| 1978                                                            | 3 414                                                           | 952                                                             | 595                                                             |
| 1979                                                            | 2 949                                                           | 499                                                             | 413                                                             |
| 1980                                                            | 2 979                                                           | 1 038                                                           | 953                                                             |
| 1981                                                            | 3 774                                                           | 966                                                             | 995                                                             |
| 1982                                                            | 3 085                                                           | 1 067                                                           | 1 157                                                           |
| 1983                                                            | 2 806                                                           | 887                                                             | 795                                                             |
| 1984                                                            | 3 285                                                           | 701                                                             | 588                                                             |
| 1985                                                            | 2 954                                                           | 972                                                             | 697                                                             |
| 1986                                                            | 2 841                                                           | 767                                                             | 487                                                             |
| 1987                                                            | 3 231                                                           | 1 009                                                           | 821                                                             |
| 1988                                                            | 3 582                                                           | 833                                                             | 689                                                             |
| 1989                                                            | 3 147                                                           | 1 053                                                           | 691                                                             |
| 1990                                                            | 2 765                                                           | 901                                                             | 631                                                             |
| 1991                                                            | 3 219                                                           | 743                                                             | 551                                                             |
| 1992                                                            | 2 923                                                           | 894                                                             | 641                                                             |
| 1993                                                            | 2 724                                                           | 849                                                             | 642                                                             |
| 1994                                                            | 2 872                                                           | 526                                                             | 429                                                             |
| 1995                                                            | 2 590                                                           | 484                                                             | 347                                                             |
| 1996                                                            | 2 581                                                           | 454                                                             | 348                                                             |
| 1997                                                            | 2 488                                                           | 490                                                             | 377                                                             |
| 1998                                                            | 2 074                                                           | 525                                                             | 342                                                             |
| 1999                                                            | 1 664                                                           | 416                                                             | 349                                                             |
| 2000                                                            | 1 885                                                           | 521                                                             | 314                                                             |
| 2001                                                            | 1 775                                                           | 450                                                             | 330                                                             |
| 2002                                                            | 1 553                                                           | 390                                                             | 332                                                             |
| 2003                                                            | 1 617                                                           | 478                                                             | 374                                                             |
| 2004                                                            | 1 884                                                           | 568                                                             | 346                                                             |
| 2005                                                            | 1 761                                                           | 574                                                             | 462                                                             |
| 2006                                                            | 1 886                                                           | 632                                                             | 433                                                             |
| 2007                                                            | 2 099                                                           | 649                                                             | 430                                                             |
| 2008                                                            | -                                                               | -                                                               | -                                                               |
| 2009                                                            | 1 357                                                           | 525                                                             | 441                                                             |
| 2010                                                            | -                                                               | -                                                               | -                                                               |
| 2011                                                            | -                                                               | -                                                               | -                                                               |
| 2012                                                            | 1 366                                                           | 520                                                             | 456                                                             |
| 2013                                                            | 1 389                                                           | 416                                                             | 372                                                             |
| 2014                                                            | 1 403                                                           | 649                                                             | 591                                                             |
| 2015                                                            | 1 205                                                           | 512                                                             | 515                                                             |
| 2016                                                            | 1 166                                                           | 557                                                             | 659                                                             |
| 2017                                                            | 1 197                                                           | 1 042                                                           | 805                                                             |
| 2018                                                            | 1 242                                                           | 611                                                             | 404                                                             |
| 2019                                                            | 1 330                                                           | 935                                                             | 704                                                             |
| 2020                                                            | 950                                                             | 643                                                             | 500                                                             |
| 2021                                                            | -                                                               | -                                                               | -                                                               |
| 2022                                                            | 1 234                                                           | 1 624                                                           | 1 182                                                           |
| 2023                                                            | 1 338                                                           | 1 169                                                           | 998                                                             |
| 2024                                                            | 1 492                                                           | 1 230                                                           | 1 085                                                           |

0,0: Marchienne-au-Pont ·
4,6: Goutroux ·
7,2: Fontaine-l'Évêque ·
Forchies ·
11,3: Piéton ·
13,4: Carnières ·
15,3: Morlanwelz ·
16,5: Mariemont ·
18,6: Haine-Saint-Pierre ·
19,1: La Louvière-Zuid ·
19,7: Haine-Saint-Paul ·
20,1: La Louvière-Bouvy ·
20,9: La Louvière-Centrum
0,0: Manage ·
2,5: Bois-d'Haine ·
3,8: La Croyère ·
6,6: La Louvière-Centrum
La Louvière-Centrum ·
2,4: Bois-du-Luc ·
4,2: Bracquegnies ·
6,2: Thieu ·
9,1: Havré ·
12,1: Obourg ·
16,6: Nimy ·
18,8: Bergen